# Miguel Falé
Miguel Maria Mariano Falé (Redondo, 28 gennaio 2004) è un calciatore portoghese, attaccante del Mafra.

## Carriera

### Club
Cresciuto nel settore giovanile del Braga, ha esordito in prima squadra il 30 dicembre 2021 disputando l'incontro di Primeira Liga vinto 0-6 contro l'Arouca.

### Nazionale
Ha giocato nelle nazionali giovanili portoghesi Under-16, Under-18, Under-19 ed Under-20.

## Statistiche

### Presenze e reti nei club
Statistiche aggiornate al 13 novembre 2022.
| Stagione        | Squadra         | Campionato      | Campionato | Campionato | Coppe nazionali | Coppe nazionali | Coppe nazionali | Coppe continentali | Coppe continentali | Coppe continentali | Altre coppe | Altre coppe | Altre coppe | Totale | Totale |
| Stagione        | Squadra         | Comp            | Pres       | Reti       | Comp            | Pres            | Reti            | Comp               | Pres               | Reti               | Comp        | Pres        | Reti        | Pres   | Reti   |
| --------------- | --------------- | --------------- | ---------- | ---------- | --------------- | --------------- | --------------- | ------------------ | ------------------ | ------------------ | ----------- | ----------- | ----------- | ------ | ------ |
| 2021-2022       | Braga           | PL              | 8          | 0          | CP+CdL          | 0               | 0               | UEL                | 5                  | 0                  | SP          | 0           | 0           | 13     | 0      |
| 2022-2023       | Braga B         | L3              | 7          | 0          |                 | -               | -               |                    | -                  | -                  |             | -           | -           | 7      | 0      |
| Totale carriera | Totale carriera | Totale carriera | 15         | 0          |                 | 0               | 0               |                    | 5                  | 0                  |             | -           | -           | 20     | 0      |